# 内閣府特命担当大臣
内閣府特命担当大臣（ないかくふとくめいたんとうだいじん、英: Minister of State for Special Missions）は、中央省庁再編に伴う内閣府設置法の施行により2001年（平成13年）1月6日に法制化された職位。

## 概要
内閣の重要政策に関して行政各部の施策の統一を図るために特に必要がある場合において設置される。、国務大臣をもって充て、内閣府に置かれ、命を受けて内閣府の事務を掌理する。職名は「内閣府特命担当大臣（○○担当）」のように括弧付きで表記される。
英名は「Minister of State for Missions」だが、大臣名の英訳において用いられることはなく、実際には「Minister of State for ○○」と表記される（例えば「内閣府特命担当大臣（規制改革担当）」の場合、「Minister of State for Regulatory Reform」となる）。
内閣府設置法12条に基づき自らの所掌事務について関係する行政機関に資料提出や説明を求め、勧告を行う権限を有する。
定数については特に定められていないが、防災担当、沖縄及び北方対策担当、金融担当、消費者及び食品安全担当、こども政策少子化対策若者活躍担当の5つは必置とされている（内閣府設置法9条の2、10条、11条、11条の2、11条の3）。近年は内閣府特命担当大臣が多く置かれており、兼務も多く見られる。
職名は簡略化されているものが多く、実際の担務は職名を上回ることが多い。具体例として地方創生担当が挙げられる。また、公正取引委員会や公文書管理など、職名にない官庁・部局等を担務している場合もある。
内閣府特命担当大臣とは別に、内閣総理大臣の判断で任命できる「内閣の担当大臣」という職位もある。これは内閣として緊急に対応する必要がある政策について、法改正手続きを経ずに、政策立案を急ぐ場合に内閣官房に設けられる。「内閣府特命担当大臣（○○担当）」のような正式の呼称はなく、内閣の担当大臣は通称である。郵政民営化、拉致問題、道州制、地方創生、安全保障法制などが該当する。時の政権は担当大臣ポストの新設や起用人事を、政権発足時や内閣改造時の目玉にすることが多い。

## 任命・補職の変遷
制度発足後、第1次小泉第1次改造内閣までは次のような2段階の任命・補職の形式がとられた。官報掲載は縦書き。
```
　　　　　　　　　　　　氏　　　名
　国務大臣に任命する
　　　　　　　国務大臣　氏　　　名
　金融担当大臣を命ずる

```

2003年9月22日発足の第1次小泉第2次改造内閣からは次のように3段階の形式となっている。前同。
```
　　　　　　　　　　　　氏　　　名
　国務大臣に任命する
　　　　　　　国務大臣　氏　　　名
　内閣府特命担当大臣を命ずる
　　内閣府特命担当大臣　氏　　　名
　金融を担当させる

```

このように「内閣府特命担当大臣」の呼称に統一化される前には「○○担当大臣」が正式呼称であったこともあり、またそのほうが表示文字数が少なくて済むため、現在でもテレビ・新聞などの報道や国会審議中継などでは正式表記の「内閣府特命担当大臣（○○担当）」よりも「○○担当大臣」と略記されることが多い（例：内閣府特命担当大臣（金融担当）→金融担当大臣）。さらに略して、「○○大臣」「○○相」と書かれることもある（例：内閣府特命担当大臣（行政刷新担当）→行政刷新大臣、行政刷新相）。なお、中央省庁再編前にその指針を定めた中央省庁等改革基本法（第11条及び別表第1）においては、内閣府特命担当大臣を想定した呼称として「担当大臣」が用いられている。

## 法令における職名の略記の採用
表現の簡素化の観点等から、次のように「○○担当大臣」の表記がなされている例があり、当該特命担当大臣ついては、その法令の適用範囲において「○○担当大臣」と呼称することは単に略称であるにとどまらず、正式な意味合いを含むものとされる。たとえば、政府広報（ポスター・記事・番組等）、各審議会での答申、各府省公式ウェブサイトなどで「男女共同参画担当大臣」のように表記することは職務の範囲内での行為であり誤りではない。一方、辞令における官職表記など法的地位そのものを表記する場合は内閣法など行政組織関連法規の根拠を要するため、そのような場で「男女共同参画担当大臣」のような表記は用いられない。

### 内閣府特命担当大臣の略記の例
- 経済財政政策担当大臣（内閣府設置法第3章第3節第2款第2目、日本銀行法第19条など）
- 科学技術政策担当大臣（内閣府設置法第3章第3節第2款第3目）
- 防災担当大臣（災害対策基本法第2章第1節）
- 食育担当大臣（食育基本法第29条）[5]

## 各内閣の内閣府特命担当大臣の変遷

### 平成期（2001年 - 2019年）
|                  | 沖縄及び北方対策   | 金融               | 食品安全           | 消費者及び食品安全 | 青少年育成及び少子化対策 | 少子化・男女共同参画 | 少子化対策           | 男女共同参画       | 経済財政政策       | 科学技術政策       | 宇宙政策           | 海洋政策           | 防災               | 規制改革           | 産業再生機構       | 個人情報保護       | マイナンバー制度   | クールジャパン戦略 | 知的財産戦略       | 「新しい公共」     | 地方分権改革       | 国家戦略特別区域   | 地方創生           | 地域主権推進       | 行政刷新           | 原子力損害賠償支援機構 | 原子力損害賠償・廃炉等支援機構 | 原子力行政         | 原子力防災         |
| 内閣             | 特命担当大臣       | 特命担当大臣       | 特命担当大臣       | 特命担当大臣       | 特命担当大臣             | 特命担当大臣         | 特命担当大臣         | 特命担当大臣       | 特命担当大臣       | 特命担当大臣       | 特命担当大臣       | 特命担当大臣       | 特命担当大臣       | 特命担当大臣       | 特命担当大臣       | 特命担当大臣       | 特命担当大臣       | 特命担当大臣       | 特命担当大臣       | 特命担当大臣       | 特命担当大臣       | 特命担当大臣       | 特命担当大臣       | 特命担当大臣       | 特命担当大臣       | 特命担当大臣           | 特命担当大臣                   | 特命担当大臣       | 特命担当大臣       |
| ---------------- | ------------------ | ------------------ | ------------------ | ------------------ | ------------------------ | -------------------- | -------------------- | ------------------ | ------------------ | ------------------ | ------------------ | ------------------ | ------------------ | ------------------ | ------------------ | ------------------ | ------------------ | ------------------ | ------------------ | ------------------ | ------------------ | ------------------ | ------------------ | ------------------ | ------------------ | ---------------------- | ------------------------------ | ------------------ | ------------------ |
| 森2改 （再編後） | 橋本龍             | 柳澤               | (村井)             | ／                 | ／                       | ／                   | ／                   | 福田               | 額賀 麻生          | 笹川               | ／                 | ／                 | 伊吹               | 橋本龍             | ／                 | ／                 | ／                 | ／                 | ／                 | ／                 | ／                 | ／                 | ／                 | ／                 | ／                 | ／                     | ／                             | ／                 | ／                 |
| 小泉1            | 尾身               | 柳澤               | (谷垣)             | ／                 | ／                       | ／                   | ／                   | 福田               | 竹中               | 尾身               | ／                 | ／                 | 村井               | 石原               | ／                 | ／                 | ／                 | ／                 | ／                 | ／                 | ／                 | ／                 | ／                 | ／                 | ／                 | ／                     | ／                             | ／                 | ／                 |
| 小泉1改1         | 細田               | 竹中               | 谷垣               | ／                 | ／                       | ／                   | ／                   | 福田               | 竹中               | 細田               | ／                 | ／                 | 鴻池               | 石原               | 谷垣               | 細田               | ／                 | ／                 | ／                 | ／                 | ／                 | ／                 | ／                 | ／                 | ／                 | ／                     | ／                             | ／                 | ／                 |
| 内閣             | 内閣府特命担当大臣 | 内閣府特命担当大臣 | 内閣府特命担当大臣 | 内閣府特命担当大臣 | 内閣府特命担当大臣       | 内閣府特命担当大臣   | 内閣府特命担当大臣   | 内閣府特命担当大臣 | 内閣府特命担当大臣 | 内閣府特命担当大臣 | 内閣府特命担当大臣 | 内閣府特命担当大臣 | 内閣府特命担当大臣 | 内閣府特命担当大臣 | 内閣府特命担当大臣 | 内閣府特命担当大臣 | 内閣府特命担当大臣 | 内閣府特命担当大臣 | 内閣府特命担当大臣 | 内閣府特命担当大臣 | 内閣府特命担当大臣 | 内閣府特命担当大臣 | 内閣府特命担当大臣 | 内閣府特命担当大臣 | 内閣府特命担当大臣 | 内閣府特命担当大臣     | 内閣府特命担当大臣             | 内閣府特命担当大臣 | 内閣府特命担当大臣 |
| 小泉1改2         | 茂木               | 竹中               | 小野               | ／                 | 小野                     | ／                   | ／                   | 福田               | 竹中               | 茂木               | ／                 | ／                 | 井上喜             | 金子               | 金子               | 茂木               | ／                 | ／                 | ／                 | ／                 | ／                 | ／                 | ／                 | ／                 | ／ [ 注 3 ]        | ／                     | ／                             | ／                 | ／                 |
| 小泉2            | 茂木               | 竹中               | 小野               | ／                 | 小野                     | ／                   | ／                   | 福田 細田          | 竹中               | 茂木               | ／                 | ／                 | 井上喜             | 金子               | 金子               | 茂木               | ／                 | ／                 | ／                 | ／                 | ／                 | ／                 | ／                 | ／                 | ／ [ 注 3 ]        | ／                     | ／                             | ／                 | ／                 |
| 小泉2改          | 小池               | 伊藤達             | 棚橋               | ／                 | 南野                     | ／                   | ／                   | 細田               | 竹中               | 棚橋               | ／                 | ／                 | 村田               | 村上               | 村上               | ／                 | ／                 | ／                 | ／                 | ／                 | ／                 | ／                 | ／                 | ／                 | ／ [ 注 3 ]        | ／                     | ／                             | ／                 | ／                 |
| 小泉3            | 小池               | 伊藤達             | 棚橋               | ／                 | 南野                     | ／                   | ／                   | 細田               | 竹中               | 棚橋               | ／                 | ／                 | 村田               | 村上               | 村上               | ／                 | ／                 | ／                 | ／                 | ／                 | ／                 | ／                 | ／                 | ／                 | ／ [ 注 3 ]        | ／                     | ／                             | ／                 | ／                 |
| 小泉3改          | 小池               | 与謝野             | 松田               | ／                 | ／                       | 猪口                 | ／                   | ／                 | 与謝野             | 松田               | ／                 | ／                 | 沓掛               | 中馬               | ／                 | ／                 | ／                 | ／                 | ／                 | ／                 | ／                 | ／                 | ／                 | ／                 | ／ [ 注 3 ]        | ／                     | ／                             | ／                 | ／                 |
| 安倍1            | 高市               | 山本有             | 高市               | ／                 | ／                       | 高市                 | ／                   | ／                 | 大田               | 高市               | ／                 | ／                 | 溝手               | 佐田 渡辺          | ／                 | ／                 | ／                 | ／                 | ／                 | ／                 | 菅義               | ／                 | ／                 | ／                 | ／ [ 注 3 ]        | ／                     | ／                             | ／                 | ／                 |
| 安倍1改          | 岸田               | 渡辺               | 泉                 | ／                 | ／                       | ／                   | 上川                 | 上川               | 大田               | 岸田               | ／                 | ／                 | 泉                 | 岸田               | ／                 | ／                 | ／                 | ／                 | ／                 | ／                 | 増田               | ／                 | ／                 | ／                 | ／ [ 注 3 ]        | ／                     | ／                             | ／                 | ／                 |
| 福田康           | 岸田               | 渡辺               | 泉                 | ／                 | ／                       | ／                   | 上川                 | 上川               | 大田               | 岸田               | (岸田)             | ／                 | 泉                 | 岸田               | ／                 | ／                 | ／                 | ／                 | ／                 | ／                 | 増田               | ／                 | ／                 | ／                 | ／ [ 注 3 ]        | ／                     | ／                             | ／                 | ／                 |
| 福田康改         | 林幹               | 茂木               | 野田聖             | ／                 | ／                       | ／                   | 中山                 | 中山               | 与謝野             | 野田聖             | (野田聖)           | ／                 | 林幹               | 与謝野             | ／                 | ／                 | ／                 | ／                 | ／                 | ／                 | 増田               | ／                 | ／                 | ／                 | ／ [ 注 3 ]        | ／                     | ／                             | ／                 | ／                 |
| 麻生             | 佐藤 林幹          | 中川昭 与謝野      | 野田聖             | ／                 | ／                       | ／                   | 小渕                 | 小渕               | 与謝野 林芳        | 野田聖             | ／                 | ／                 | 佐藤 林幹          | 甘利               | ／                 | ／                 | ／                 | ／                 | ／                 | ／                 | 鳩山邦 佐藤        | ／                 | ／                 | ／                 | ／ [ 注 3 ]        | ／                     | ／                             | ／                 | ／                 |
| 鳩山由           | 前原               | 亀井               | ／                 | 福島 (平野博)      | ／                       | ／                   | 福島 (平野博)        | 福島 (平野博)      | 菅直               | 菅直 川端          | ／                 | ／                 | 前原 中井          | ／                 | ／                 | ／                 | ／                 | ／                 | ／                 | 仙谷               | ／                 | ／                 | ／                 | 原口               | 仙谷 枝野          | ／                     | ／                             | ／                 | ／                 |
| 菅直             | 前原               | 亀井 (仙谷) 自見庄 | ／                 | 荒井               | ／                       | ／                   | 玄葉                 | 玄葉               | 荒井               | 川端               | ／                 | ／                 | 中井               | ／                 | ／                 | ／                 | ／                 | ／                 | ／                 | 玄葉               | ／                 | ／                 | ／                 | 原口               | 蓮舫               | ／                     | ／                             | ／                 | ／                 |
| 菅直改1          | 馬渕               | 自見庄             | ／                 | 岡崎               | ／                       | ／                   | 岡崎                 | 岡崎               | 海江田             | 海江田             | (海江田)           | ／                 | 松本龍             | ／                 | ／                 | ／                 | ／                 | ／                 | ／                 | 玄葉               | ／                 | ／                 | ／                 | 片山善             | 蓮舫               | ／                     | ／                             | ／                 | ／                 |
| 菅直改2          | 枝野               | 自見庄             | ／                 | 蓮舫 細野          | ／                       | ／                   | 与謝野               | 与謝野             | 与謝野             | 玄葉               | (玄葉)             | ／                 | 松本龍 平野達      | ／                 | ／                 | ／                 | ／                 | ／                 | ／                 | 玄葉               | ／                 | ／                 | ／                 | 片山善             | 蓮舫 枝野          | 細野                   | ／                             | ／                 | ／                 |
| 野田             | 川端               | 自見庄             | ／                 | 山岡               | ／                       | ／                   | 蓮舫                 | 蓮舫               | 古川               | 古川               | (古川)             | ／                 | 平野達             | ／                 | ／                 | ／                 | ／                 | ／                 | ／                 | 蓮舫               | ／                 | ／                 | ／                 | 川端               | 蓮舫               | 細野 枝野              | ／                             | 細野               | ／                 |
| 野田改1          | 川端               | 自見庄             | ／                 | 松原               | ／                       | ／                   | 岡田克 中川正 小宮山 | 岡田克 中川正      | 古川               | 古川               | (古川)             | ／                 | 平野達 中川正      | ／                 | ／                 | ／                 | ／                 | ／                 | ／                 | 岡田克 中川正      | ／                 | ／                 | ／                 | 川端               | 岡田克             | 枝野                   | ／                             | 細野               | ／                 |
| 野田改2          | 川端               | 松下 (安住)        | ／                 | 松原               | ／                       | ／                   | 小宮山               | 中川正             | 古川               | 古川               | (古川) 古川        | ／                 | 中川正             | ／                 | ／                 | ／                 | ／                 | ／                 | ／                 | 中川正             | ／                 | ／                 | ／                 | 川端               | 岡田克             | 枝野                   | ／                             | 細野               | 細野               |
| 野田改3          | 樽床               | 中塚               | ／                 | 小平               | ／                       | ／                   | 中塚                 | 中塚               | 前原               | 前原               | 前原               | ／                 | 下地               | ／                 | ／                 | ／                 | ／                 | ／                 | ／                 | 中塚               | ／                 | ／                 | ／                 | 樽床               | 岡田克             | 枝野                   | ／                             | 前原               | 長浜               |
| 安倍2            | 山本一             | 麻生               | ／                 | 森                 | ／                       | ／                   | 森                   | 森                 | 甘利               | 山本一             | 山本一             | ／                 | 古屋               | 稲田               | ／                 | ／                 | ／                 | ／                 | ／                 | ／                 | 新藤               | 新藤               | ／                 | ／                 | ／ [ 注 7 ]        | 茂木                   | 茂木                           | ／                 | 石原               |
| 安倍2改          | 山口俊             | 麻生               | ／                 | 有村               | ／                       | ／                   | 有村                 | 有村               | 甘利               | 山口俊             | 山口俊             | ／                 | 山谷               | 有村               | ／                 | ／                 | ／                 | ／                 | ／                 | ／                 | ／ [ 注 9 ]        | 石破               | ／                 | ／                 | ／ [ 注 7 ]        | ／                     | 小渕 (高市) 宮澤               | ／                 | 望月               |
| 安倍3            | 山口俊             | 麻生               | ／                 | 山口俊             | ／                       | ／                   | 有村                 | 有村               | 甘利               | 山口俊             | 山口俊             | ／                 | 山谷               | 有村               | ／                 | ／                 | ／                 | ／                 | ／                 | ／                 | ／ [ 注 9 ]        | 石破               | ／                 | ／                 | ／ [ 注 7 ]        | ／                     | 宮澤                           | ／                 | 望月               |
| 安倍3改1         | 島尻               | 麻生               | ／                 | 河野               | ／                       | ／                   | 加藤勝               | 加藤勝             | 甘利 石原          | 島尻               | 島尻               | ／                 | 河野               | 河野               | ／                 | ／                 | ／                 | ／                 | ／                 | ／                 | ／ [ 注 9 ]        | ／                 | 石破               | ／                 | ／ [ 注 7 ]        | ／                     | 林幹                           | ／                 | 丸川               |
| 安倍3改2         | 鶴保               | 麻生               | ／                 | 松本純             | ／                       | ／                   | 加藤勝               | 加藤勝             | 石原               | 鶴保               | 鶴保               | 松本純             | 松本純             | 山本幸             | ／                 | ／                 | 高市               | 鶴保               | 鶴保               | ／                 | ／ [ 注 9 ]        | ／                 | 山本幸             | ／                 | ／ [ 注 7 ]        | ／                     | 世耕                           | ／                 | 山本公             |
| 安倍3改3         | 江﨑               | 麻生               | ／                 | 江﨑               | ／                       | ／                   | 松山                 | 松山               | 茂木               | 松山               | 松山               | 江﨑               | 小此木             | 梶山               | ／                 | ／                 | 野田聖             | 松山               | 松山               | ／                 | ／ [ 注 9 ]        | ／                 | 梶山               | ／                 | ／ [ 注 7 ]        | ／                     | 世耕                           | ／                 | 中川雅             |
| 安倍4            | 江﨑 福井          | 麻生               | ／                 | 江﨑 福井          | ／                       | ／                   | 松山                 | 野田聖             | 茂木               | 松山               | 松山               | 江﨑 福井          | 小此木             | 梶山               | ／                 | ／                 | 野田聖             | 松山               | 松山               | ／                 | ／ [ 注 9 ]        | ／                 | 梶山               | ／                 | ／ [ 注 7 ]        | ／                     | 世耕                           | ／                 | 中川雅             |
| 安倍4改1         | 宮腰               | 麻生               | ／                 | 宮腰               | ／                       | ／                   | 宮腰                 | 片山さ             | 茂木               | 平井               | 平井               | 宮腰               | 山本順             | 片山さ             | ／                 | ／                 | 石田               | 平井               | 平井               | ／                 | ／ [ 注 9 ]        | ／                 | 片山さ             | ／                 | ／ [ 注 7 ]        | ／                     | 世耕                           | ／                 | 原田               |
|                  | 沖縄及び北方対策   | 金融               | 食品安全           | 消費者及び食品安全 | 青少年育成及び少子化対策 | 少子化・男女共同参画 | 少子化対策           | 男女共同参画       | 経済財政政策       | 科学技術政策       | 宇宙政策           | 海洋政策           | 防災               | 規制改革           | 産業再生機構       | 個人情報保護       | マイナンバー制度   | クールジャパン戦略 | 知的財産戦略       | 「新しい公共」     | 地方分権改革       | 国家戦略特別区域   | 地方創生           | 地域主権推進       | 行政刷新           | 原子力損害賠償支援機構 | 原子力損害賠償・廃炉等支援機構 | 原子力行政         | 原子力防災         |

#### 平成期における上記以外の内閣府特命担当大臣
ここでは歴代担当者が一名のみ、かつ既に廃止された役職を記載する。
- 構造改革特区担当 - 鴻池祥肇（第1次小泉改造1）
- 食育担当 - 棚橋泰文（第2次小泉改造→第3次小泉）
- イノベーション担当 - 高市早苗（第1次安倍）
- 再チャレンジ担当[注 10] - 岸田文雄（第1次安倍改造）
- 国民生活担当 - 岸田文雄（第1次安倍改造→福田（康））
- 消費者担当[注 11] - 野田聖子（麻生）
- 拉致問題担当[注 12] - 加藤勝信（第3次安倍改造3→第4次安倍）

### 令和期（2019年 - ）
| 安倍4改1 | 宮腰             |            | 麻生   | 宮腰               | 宮腰       | 片山さ       |            |           |             | 茂木         |              | 平井         | 平井     | 宮腰     | 山本順    | 片山さ   | 石田             | 平井               | 平井         | 片山さ   | 世耕                           | 原田       |
| 安倍4改2 | 衛藤             | 衛藤       | 衛藤   | 橋本聖             | 西村康     | 竹本         | 竹本       | 衛藤      | 武田        | 北村         | 高市         | 竹本         | 竹本     | 北村     | 菅原 梶山 | 小泉     |                  |                    |              |          |                                |            |
| 菅義     | 河野             | 井上信     | 麻生   | 坂本               | 西村康     | 橋本聖 丸川  | 井上信     | 井上信    | 小此木 棚橋 | 小此木 棚橋  | 河野         | 平井         | 井上信   | 井上信   | 坂本      | 小泉     | 梶山             |                    |              |          |                                |            |
| 岸田1    | 西銘             | 鈴木       | 若宮   | 野田聖             | 野田聖     | 山際         | 小林       | 小林      | 二之湯      | 二之湯       | 牧島         | [ 注 14 ]    | 若宮     | 若宮     | 野田聖    | 萩生田   | 山口壯           |                    |              |          |                                |            |
| 岸田2    | 西銘             | 鈴木       | 若宮   | 野田聖             | 野田聖     | 山際         | 小林       | 小林      | 二之湯      | 二之湯       | 牧島         | [ 注 14 ]    | 若宮     | 若宮     | 野田聖    | 萩生田   | 山口壯           | 小林               |              |          |                                |            |
| 岸田2改1 | 岡田直           | 岡田直     | 河野   | 小倉               | 小倉       | 小倉         | 小倉       | 山際 後藤 | 高市        | 高市         | 高市         | [ 注 14 ]    | 谷       | 谷       | 岡田直    | 岡田直   | 高市             | 岡田直             | 西村康       | 西村明   |                                |            |
| 岸田2改2 | 自見英           | 自見英     | 自見英 | 加藤鮎             | 加藤鮎     | 加藤鮎       | 加藤鮎     | 新藤      | 高市        | 高市         | 高市         | [ 注 14 ]    | 松村     | 松村     | 河野      | 高市     | 高市             | 自見英             | 西村康 齋藤  | 伊藤信   |                                |            |
| 石破1    | 伊東             | 伊東       | 加藤勝 | 伊東               | 三原       | 三原         | 三原       | 三原      | 三原        | 赤沢         | 城内         | 城内         | 城内     | 坂井     | 坂井      | 平       | 城内             | 城内               | 伊東         | 武藤     | 浅尾                           |            |
| 石破2    | 伊東             | 伊東       | 加藤勝 | 伊東               | 三原       | 三原         | 三原       | 三原      | 三原        | 赤沢         | 城内         | 城内         | 城内     | 坂井     | 坂井      | 平       | 城内             | 城内               | 伊東         | 武藤     | 浅尾                           |            |
|          | 沖縄及び北方対策 | アイヌ施策 | 金融   | 消費者及び食品安全 | 少子化対策 | 男女共同参画 | こども政策 | 若者活躍  | 共生・共助  | 経済財政政策 | 経済安全保障 | 科学技術政策 | 宇宙政策 | 海洋政策 | 防災      | 規制改革 | マイナンバー制度 | クールジャパン戦略 | 知的財産戦略 | 地方創生 | 原子力損害賠償・廃炉等支援機構 | 原子力防災 |

#### 令和期における上記以外の内閣府特命担当大臣
ここでは歴代担当者が一名のみ、かつ既に廃止された役職を記載する。
- 個人情報保護委員会担当[注 15] - 平井卓也（菅（義））
- デジタル改革担当[注 16] - 河野太郎（第2次岸田改造1）
- 孤独・孤立対策担当[注 17] - 加藤鮎子（第2次岸田改造2）

注釈
1. 1 2 3 4 5 6 7  内閣官房等の特命する緊急の事項を任所する国務大臣であり内閣府特命担当大臣ではない
2. ↑  2003年4月10日の産業再生機構発足以前は「産業再生機構（仮称）担当大臣」
3. ↑  第2次森内閣から麻生内閣までは国務大臣として「行政改革担当大臣」（正式名称は各政権によって異なる）が置かれたが、国務大臣としての担当であり内閣府特命担当大臣ではない。
4. 1 2 3 4 5  臨時事務代理
5. 1 2 3 4 5 6 7 8  内閣発足日より後に新たに増設された担当
6. ↑  2012年7月12日以降は「国務大臣（宇宙開発利用に関する施策を総合的かつ計画的に推進するため企画立案及び行政各部の所管する事務の調整担当）」が廃止され、「内閣府特命担当大臣（宇宙政策担当）」が置かれた。
7. ↑  第2次安倍内閣以降は内閣府特命担当大臣（行政刷新担当）は廃止され、2009年以前同様国務大臣として「行政改革担当大臣」を設置する体制に戻された。
8. ↑  2014年8月18日以降は「内閣府特命担当大臣（原子力損害賠償・廃炉等支援機構担当）」に名称変更。
9. ↑  「内閣府特命担当大臣（地方分権改革担当）」は廃止され、代わって専任の国務大臣「地方創生担当大臣」が置かれた。初代の地方創生担当大臣には石破茂が選任された。
10. ↑  第1次安倍内閣、及び第2次安倍内閣以降は「国務大臣（再チャレンジ可能な社会を構築するための施策を総合的に推進するため企画立案及び行政各部の所管する事務の調整）」として設置。
11. ↑  2009年9月1日以前は「国務大臣（消費者行政を統一的・一元的に推進するための企画立案及び行政各部の所管する事務の調整担当）」
12. ↑  第3次安倍第2次改造内閣以前、及び第4次安倍第1次改造内閣以後は「国務大臣（北朝鮮による拉致問題の早期解決を図るため企画立案及び行政各部の所管する事務の調整担当）」
13. ↑  2021年9月1日にデジタル庁が発足し、マイナンバー制度に関する業務がデジタル庁の事務となったことに伴い、廃止された。
14. ↑  2021年9月1日以降、マイナンバーに関する職務は専任の国務大臣「デジタル大臣」に移管された。
15. ↑  2021年9月1日以降、「内閣府特命担当大臣（マイナンバー制度担当）」より職務移管。
16. ↑  第2次岸田再改造内閣以降、「内閣府特命担当大臣（デジタル改革担当）」は廃止され、担務が「内閣府特命担当大臣（規制改革担当）」等に吸収された。
17. ↑  第1次石破内閣以降、「内閣府特命担当大臣（孤独・孤立対策担当）」は廃止され、担務が「内閣府特命担当大臣（共生・共助担当）」に移管された。

## 歴代の内閣府特命担当大臣
- 海外出張時などの短期的な事務取扱・事務代理は記載しない。
- 同一内閣での担当の記載順序は官報の記載順による。ただし、ひとりの大臣が複数の事務を担当する場合は取りまとめて記載。
- その内閣の発足日より後に新たに設けられた担当には「※増」を、途中で廃止となった担当には「※解」を付す。内閣発足（改造含む）及び途中新設・廃止の発令年月日の詳細については各内閣記事の大臣一覧参照。

| 第2次森改造（再編後） | 沖縄及び北方対策担当大臣           | 橋本龍太郎   |           |
| 第2次森改造（再編後） | 規制改革担当大臣                   | 橋本龍太郎   | ※増       |
| 第2次森改造（再編後） | 金融担当大臣                       | 柳澤伯夫     |           |
| 第2次森改造（再編後） | 経済財政政策担当大臣               | 額賀福志郎   | 辞任      |
| 第2次森改造（再編後） | 経済財政政策担当大臣               | 麻生太郎     | 後任      |
| 第2次森改造（再編後） | 科学技術政策担当大臣               | 笹川堯       |           |
| 第2次森改造（再編後） | 防災担当大臣                       | 伊吹文明     |           |
| 第2次森改造（再編後） | 男女共同参画担当大臣               | 福田康夫     |           |
| 第1次小泉             | 沖縄及び北方対策担当大臣           | 尾身幸次     |           |
| 第1次小泉             | 科学技術政策担当大臣               | 尾身幸次     |           |
| 第1次小泉             | 金融担当大臣                       | 柳澤伯夫     |           |
| 第1次小泉             | 経済財政政策担当大臣               | 竹中平蔵     |           |
| 第1次小泉             | 規制改革担当大臣                   | 石原伸晃     |           |
| 第1次小泉             | 防災担当大臣                       | 村井仁       |           |
| 第1次小泉             | 男女共同参画担当大臣               | 福田康夫     |           |
| 第1次小泉第1次改造    | 沖縄及び北方対策担当大臣           | 細田博之     |           |
| 第1次小泉第1次改造    | 個人情報保護担当大臣               | 細田博之     | ※増       |
| 第1次小泉第1次改造    | 科学技術政策担当大臣               | 細田博之     |           |
| 第1次小泉第1次改造    | 金融担当大臣                       | 竹中平蔵     |           |
| 第1次小泉第1次改造    | 経済財政政策担当大臣               | 竹中平蔵     |           |
| 第1次小泉第1次改造    | 規制改革担当大臣                   | 石原伸晃     |           |
| 第1次小泉第1次改造    | 産業再生機構（仮称）担当大臣       | 谷垣禎一     | ※増※解    |
| 第1次小泉第1次改造    | 産業再生機構担当大臣               | 谷垣禎一     | ※増       |
| 第1次小泉第1次改造    | 食品安全担当大臣                   | 谷垣禎一     | ※増       |
| 第1次小泉第1次改造    | 構造改革特区担当大臣               | 鴻池祥肇     | ※増       |
| 第1次小泉第1次改造    | 防災担当大臣                       | 鴻池祥肇     |           |
| 第1次小泉第1次改造    | 男女共同参画担当大臣               | 福田康夫     |           |
| 内閣                  | 内閣府特命担当大臣の担当事務       | 氏名         | 備考      |
| 第1次小泉第2次改造    | 沖縄及び北方対策担当               | 茂木敏充     |           |
| 第1次小泉第2次改造    | 個人情報保護担当                   | 茂木敏充     |           |
| 第1次小泉第2次改造    | 科学技術政策担当                   | 茂木敏充     |           |
| 第1次小泉第2次改造    | 金融担当                           | 竹中平蔵     |           |
| 第1次小泉第2次改造    | 経済財政政策担当                   | 竹中平蔵     |           |
| 第1次小泉第2次改造    | 規制改革担当                       | 金子一義     |           |
| 第1次小泉第2次改造    | 産業再生機構担当                   | 金子一義     |           |
| 第1次小泉第2次改造    | 防災担当                           | 井上喜一     |           |
| 第1次小泉第2次改造    | 男女共同参画担当                   | 福田康夫     |           |
| 第1次小泉第2次改造    | 青少年育成及び少子化対策担当       | 小野清子     |           |
| 第1次小泉第2次改造    | 食品安全担当                       | 小野清子     |           |
| 第2次小泉             | 沖縄及び北方対策担当               | 茂木敏充     |           |
| 第2次小泉             | 個人情報保護担当                   | 茂木敏充     |           |
| 第2次小泉             | 科学技術政策担当                   | 茂木敏充     |           |
| 第2次小泉             | 金融担当                           | 竹中平蔵     |           |
| 第2次小泉             | 経済財政政策担当                   | 竹中平蔵     |           |
| 第2次小泉             | 規制改革担当                       | 金子一義     |           |
| 第2次小泉             | 産業再生機構担当                   | 金子一義     |           |
| 第2次小泉             | 防災担当                           | 井上喜一     |           |
| 第2次小泉             | 男女共同参画担当                   | 福田康夫     | 辞任      |
| 第2次小泉             | 男女共同参画担当                   | 細田博之     | 後任      |
| 第2次小泉             | 青少年育成及び少子化対策担当       | 小野清子     |           |
| 第2次小泉             | 食品安全担当                       | 小野清子     |           |
| 第2次小泉改造         | 沖縄及び北方対策担当               | 小池百合子   |           |
| 第2次小泉改造         | 科学技術政策担当                   | 棚橋泰文     |           |
| 第2次小泉改造         | 食品安全担当                       | 棚橋泰文     |           |
| 第2次小泉改造         | 食育担当                           | 棚橋泰文     | ※増       |
| 第2次小泉改造         | 金融担当                           | 伊藤逹也     |           |
| 第2次小泉改造         | 経済財政政策担当                   | 竹中平蔵     |           |
| 第2次小泉改造         | 規制改革担当                       | 村上誠一郎   |           |
| 第2次小泉改造         | 産業再生機構担当                   | 村上誠一郎   |           |
| 第2次小泉改造         | 防災担当                           | 村田吉隆     |           |
| 第2次小泉改造         | 男女共同参画担当                   | 細田博之     |           |
| 第2次小泉改造         | 青少年育成及び少子化対策担当       | 南野知惠子   |           |
| 第3次小泉             | 沖縄及び北方対策担当               | 小池百合子   |           |
| 第3次小泉             | 科学技術政策担当                   | 棚橋泰文     |           |
| 第3次小泉             | 食品安全担当                       | 棚橋泰文     |           |
| 第3次小泉             | 食育担当                           | 棚橋泰文     |           |
| 第3次小泉             | 金融担当                           | 伊藤逹也     |           |
| 第3次小泉             | 経済財政政策担当                   | 竹中平蔵     |           |
| 第3次小泉             | 規制改革担当                       | 村上誠一郎   |           |
| 第3次小泉             | 産業再生機構担当                   | 村上誠一郎   |           |
| 第3次小泉             | 防災担当                           | 村田吉隆     |           |
| 第3次小泉             | 男女共同参画担当                   | 細田博之     |           |
| 第3次小泉             | 青少年育成及び少子化対策担当       | 南野知惠子   |           |
| 第3次小泉改造         | 沖縄及び北方対策担当               | 小池百合子   |           |
| 第3次小泉改造         | 金融担当                           | 与謝野馨     |           |
| 第3次小泉改造         | 経済財政政策担当                   | 与謝野馨     |           |
| 第3次小泉改造         | 規制改革担当                       | 中馬弘毅     |           |
| 第3次小泉改造         | 科学技術政策担当                   | 松田岩夫     |           |
| 第3次小泉改造         | 食品安全担当                       | 松田岩夫     |           |
| 第3次小泉改造         | 防災担当                           | 沓掛哲男     |           |
| 第3次小泉改造         | 少子化・男女共同参画担当           | 猪口邦子     |           |
| 第1次安倍             | 沖縄及び北方対策担当               | 高市早苗     |           |
| 第1次安倍             | 科学技術政策担当                   | 高市早苗     |           |
| 第1次安倍             | イノベーション担当                 | 高市早苗     |           |
| 第1次安倍             | 少子化・男女共同参画担当           | 高市早苗     |           |
| 第1次安倍             | 食品安全担当                       | 高市早苗     |           |
| 第1次安倍             | 金融担当                           | 山本有二     |           |
| 第1次安倍             | 経済財政政策担当                   | 大田弘子     |           |
| 第1次安倍             | 規制改革担当                       | 佐田玄一郎   | 辞任      |
| 第1次安倍             | 規制改革担当                       | 渡辺喜美     | 後任      |
| 第1次安倍             | 地方分権改革担当                   | 菅義偉       | ※増       |
| 第1次安倍             | 防災担当                           | 溝手顕正     |           |
| 第1次安倍改造         | 沖縄及び北方対策担当               | 岸田文雄     |           |
| 第1次安倍改造         | 規制改革担当                       | 岸田文雄     |           |
| 第1次安倍改造         | 国民生活担当                       | 岸田文雄     |           |
| 第1次安倍改造         | 再チャレンジ担当                   | 岸田文雄     |           |
| 第1次安倍改造         | 科学技術政策担当                   | 岸田文雄     |           |
| 第1次安倍改造         | 金融担当                           | 渡辺喜美     |           |
| 第1次安倍改造         | 経済財政政策担当                   | 大田弘子     |           |
| 第1次安倍改造         | 地方分権改革担当                   | 増田寛也     |           |
| 第1次安倍改造         | 防災担当                           | 泉信也       |           |
| 第1次安倍改造         | 食品安全担当                       | 泉信也       |           |
| 第1次安倍改造         | 少子化対策担当                     | 上川陽子     |           |
| 第1次安倍改造         | 男女共同参画担当                   | 上川陽子     |           |
| 福田康夫              | 沖縄及び北方対策担当               | 岸田文雄     |           |
| 福田康夫              | 規制改革担当                       | 岸田文雄     |           |
| 福田康夫              | 国民生活担当                       | 岸田文雄     |           |
| 福田康夫              | 科学技術政策担当                   | 岸田文雄     |           |
| 福田康夫              | 金融担当                           | 渡辺喜美     |           |
| 福田康夫              | 経済財政政策担当                   | 大田弘子     |           |
| 福田康夫              | 地方分権改革担当                   | 増田寛也     |           |
| 福田康夫              | 防災担当                           | 泉信也       |           |
| 福田康夫              | 食品安全担当                       | 泉信也       |           |
| 福田康夫              | 少子化対策担当                     | 上川陽子     |           |
| 福田康夫              | 男女共同参画担当                   | 上川陽子     |           |
| 福田康夫改造          | 沖縄及び北方対策担当               | 林幹雄       |           |
| 福田康夫改造          | 防災担当                           | 林幹雄       |           |
| 福田康夫改造          | 金融担当                           | 茂木敏充     |           |
| 福田康夫改造          | 経済財政政策担当                   | 与謝野馨     |           |
| 福田康夫改造          | 規制改革担当                       | 与謝野馨     |           |
| 福田康夫改造          | 地方分権改革担当                   | 増田寛也     |           |
| 福田康夫改造          | 科学技術政策担当                   | 野田聖子     |           |
| 福田康夫改造          | 食品安全担当                       | 野田聖子     |           |
| 福田康夫改造          | 少子化対策担当                     | 中山恭子     |           |
| 福田康夫改造          | 男女共同参画担当                   | 中山恭子     |           |
| 麻生                  | 沖縄及び北方対策担当               | 佐藤勉       | 前任      |
| 麻生                  | 防災担当                           | 佐藤勉       | 前任      |
| 麻生                  | （直近上記2つの担当）              | 林幹雄       | 後任      |
| 麻生                  | 金融担当                           | 中川昭一     | 辞任      |
| 麻生                  | 金融担当                           | 与謝野馨     | 後任      |
| 麻生                  | 経済財政政策担当                   | 与謝野馨     | 前任      |
| 麻生                  | 経済財政政策担当                   | 林芳正       | 後任      |
| 麻生                  | 規制改革担当                       | 甘利明       |           |
| 麻生                  | 地方分権改革担当                   | 鳩山邦夫     | 辞任      |
| 麻生                  | 地方分権改革担当                   | 佐藤勉       | 後任      |
| 麻生                  | 科学技術政策担当                   | 野田聖子     |           |
| 麻生                  | 食品安全担当                       | 野田聖子     |           |
| 麻生                  | 消費者担当                         | 野田聖子     | ※増       |
| 麻生                  | 少子化対策担当                     | 小渕優子     |           |
| 麻生                  | 男女共同参画担当                   | 小渕優子     |           |
| 鳩山由紀夫            | 沖縄及び北方対策担当               | 前原誠司     |           |
| 鳩山由紀夫            | 防災担当                           | 前原誠司     | 前任      |
| 鳩山由紀夫            | 防災担当                           | 中井洽       | 後任      |
| 鳩山由紀夫            | 金融担当                           | 亀井静香     |           |
| 鳩山由紀夫            | 消費者及び食品安全担当             | 福島瑞穂     |           |
| 鳩山由紀夫            | 少子化対策担当                     | 福島瑞穂     |           |
| 鳩山由紀夫            | 男女共同参画担当                   | 福島瑞穂     |           |
| 鳩山由紀夫            | 経済財政政策担当                   | 菅直人       |           |
| 鳩山由紀夫            | 科学技術政策担当                   | 菅直人       | 前任      |
| 鳩山由紀夫            | 科学技術政策担当                   | 川端達夫     | 後任      |
| 鳩山由紀夫            | 地域主権推進担当                   | 原口一博     |           |
| 鳩山由紀夫            | 「新しい公共」担当                 | 仙谷由人     | ※増       |
| 鳩山由紀夫            | 行政刷新担当                       | 仙谷由人     | 前任      |
| 鳩山由紀夫            | 行政刷新担当                       | 枝野幸男     | 後任      |
| 菅直人                | 沖縄及び北方対策担当               | 前原誠司     |           |
| 菅直人                | 防災担当                           | 中井洽       |           |
| 菅直人                | 金融担当                           | 亀井静香     | 前任      |
| 菅直人                | 金融担当                           | 自見庄三郎   | 後任      |
| 菅直人                | 消費者及び食品安全担当             | 荒井聰       |           |
| 菅直人                | 経済財政政策担当                   | 荒井聰       |           |
| 菅直人                | 科学技術政策担当                   | 川端達夫     |           |
| 菅直人                | 地域主権推進担当                   | 原口一博     |           |
| 菅直人                | 「新しい公共」担当                 | 玄葉光一郎   |           |
| 菅直人                | 少子化対策担当                     | 玄葉光一郎   |           |
| 菅直人                | 男女共同参画担当                   | 玄葉光一郎   |           |
| 菅直人                | 行政刷新担当                       | 村田蓮舫     |           |
| 菅直人第1次改造       | 沖縄及び北方対策担当               | 馬淵澄夫     |           |
| 菅直人第1次改造       | 防災担当                           | 松本龍       |           |
| 菅直人第1次改造       | 金融担当                           | 自見庄三郎   |           |
| 菅直人第1次改造       | 消費者及び食品安全担当             | 岡崎トミ子   |           |
| 菅直人第1次改造       | 少子化対策担当                     | 岡崎トミ子   |           |
| 菅直人第1次改造       | 男女共同参画担当                   | 岡崎トミ子   |           |
| 菅直人第1次改造       | 経済財政政策担当                   | 海江田万里   |           |
| 菅直人第1次改造       | 科学技術政策担当                   | 海江田万里   |           |
| 菅直人第1次改造       | 地域主権推進担当                   | 片山善博     |           |
| 菅直人第1次改造       | 「新しい公共」担当                 | 玄葉光一郎   |           |
| 菅直人第1次改造       | 行政刷新担当                       | 村田蓮舫     |           |
| 菅直人第2次改造       | 沖縄及び北方対策担当               | 枝野幸男     |           |
| 菅直人第2次改造       | 防災担当                           | 松本龍       | 前任      |
| 菅直人第2次改造       | 防災担当                           | 平野達男     | 後任      |
| 菅直人第2次改造       | 金融担当                           | 自見庄三郎   |           |
| 菅直人第2次改造       | 消費者及び食品安全担当             | 村田蓮舫     | 前任      |
| 菅直人第2次改造       | 消費者及び食品安全担当             | 細野豪志     | 後任      |
| 菅直人第2次改造       | 行政刷新担当                       | 村田蓮舫     | 前任      |
| 菅直人第2次改造       | 行政刷新担当                       | 枝野幸男     | 後任      |
| 菅直人第2次改造       | 少子化対策担当                     | 与謝野馨     |           |
| 菅直人第2次改造       | 男女共同参画担当                   | 与謝野馨     |           |
| 菅直人第2次改造       | 経済財政政策担当                   | 与謝野馨     |           |
| 菅直人第2次改造       | 地域主権推進担当                   | 片山善博     |           |
| 菅直人第2次改造       | 科学技術政策担当                   | 玄葉光一郎   |           |
| 菅直人第2次改造       | 「新しい公共」担当                 | 玄葉光一郎   |           |
| 菅直人第2次改造       | 原子力損害賠償支援機構担当         | 細野豪志     | ※増       |
| 野田                  | 沖縄及び北方対策担当               | 川端達夫     |           |
| 野田                  | 地域主権推進担当                   | 川端達夫     |           |
| 野田                  | 防災担当                           | 平野達男     |           |
| 野田                  | 金融担当                           | 自見庄三郎   |           |
| 野田                  | 消費者及び食品安全担当             | 山岡賢次     |           |
| 野田                  | 行政刷新担当                       | 村田蓮舫     |           |
| 野田                  | 「新しい公共」担当                 | 村田蓮舫     |           |
| 野田                  | 少子化対策担当                     | 村田蓮舫     |           |
| 野田                  | 男女共同参画担当                   | 村田蓮舫     |           |
| 野田                  | 経済財政政策担当                   | 古川元久     |           |
| 野田                  | 科学技術政策担当                   | 古川元久     |           |
| 野田                  | 原子力損害賠償支援機構担当         | 細野豪志     | 前任      |
| 野田                  | 原子力損害賠償支援機構担当         | 枝野幸男     | 後任      |
| 野田                  | 原子力行政担当                     | 細野豪志     | ※増       |
| 野田第1次改造         | 沖縄及び北方対策担当               | 川端達夫     |           |
| 野田第1次改造         | 地域主権推進担当                   | 川端達夫     |           |
| 野田第1次改造         | 防災担当                           | 平野達男     | 前任      |
| 野田第1次改造         | 防災担当                           | 中川正春     | 後任      |
| 野田第1次改造         | 金融担当                           | 自見庄三郎   |           |
| 野田第1次改造         | 消費者及び食品安全担当             | 松原仁       |           |
| 野田第1次改造         | 行政刷新担当                       | 岡田克也     |           |
| 野田第1次改造         | 「新しい公共」担当                 | 岡田克也     | 前任      |
| 野田第1次改造         | 男女共同参画担当                   | 岡田克也     | 前任      |
| 野田第1次改造         | （直近上記2つの担当）              | 中川正春     | 後任      |
| 野田第1次改造         | 少子化対策担当                     | 岡田克也     | 辞任      |
| 野田第1次改造         | 少子化対策担当                     | 中川正春     | 後任 辞任 |
| 野田第1次改造         | 少子化対策担当                     | 小宮山洋子   | 後任      |
| 野田第1次改造         | 経済財政政策担当                   | 古川元久     |           |
| 野田第1次改造         | 科学技術政策担当                   | 古川元久     |           |
| 野田第1次改造         | 原子力損害賠償支援機構担当         | 枝野幸男     |           |
| 野田第1次改造         | 原子力行政担当                     | 細野豪志     |           |
| 野田第2次改造         | 沖縄及び北方対策担当               | 川端達夫     |           |
| 野田第2次改造         | 地域主権推進担当                   | 川端達夫     |           |
| 野田第2次改造         | 金融担当                           | 松下忠洋     |           |
| 野田第2次改造         | 消費者及び食品安全担当             | 松原仁       |           |
| 野田第2次改造         | 行政刷新担当                       | 岡田克也     |           |
| 野田第2次改造         | 防災担当                           | 中川正春     |           |
| 野田第2次改造         | 「新しい公共」担当                 | 中川正春     |           |
| 野田第2次改造         | 男女共同参画担当                   | 中川正春     |           |
| 野田第2次改造         | 少子化対策担当                     | 小宮山洋子   |           |
| 野田第2次改造         | 経済財政政策担当                   | 古川元久     |           |
| 野田第2次改造         | 科学技術政策担当                   | 古川元久     |           |
| 野田第2次改造         | 宇宙政策担当                       | 古川元久     | ※増       |
| 野田第2次改造         | 原子力損害賠償支援機構担当         | 枝野幸男     |           |
| 野田第2次改造         | 原子力行政担当                     | 細野豪志     |           |
| 野田第2次改造         | 原子力防災担当                     | 細野豪志     | ※増       |
| 野田第3次改造         | 沖縄及び北方対策担当               | 樽床伸二     |           |
| 野田第3次改造         | 地域主権推進担当                   | 樽床伸二     |           |
| 野田第3次改造         | 金融担当                           | 中塚一宏     |           |
| 野田第3次改造         | 「新しい公共」担当                 | 中塚一宏     |           |
| 野田第3次改造         | 男女共同参画担当                   | 中塚一宏     |           |
| 野田第3次改造         | 少子化対策担当                     | 中塚一宏     |           |
| 野田第3次改造         | 消費者及び食品安全担当             | 小平忠正     |           |
| 野田第3次改造         | 行政刷新担当                       | 岡田克也     |           |
| 野田第3次改造         | 経済財政政策担当                   | 前原誠司     |           |
| 野田第3次改造         | 科学技術政策担当                   | 前原誠司     |           |
| 野田第3次改造         | 原子力行政担当                     | 前原誠司     |           |
| 野田第3次改造         | 宇宙政策担当                       | 前原誠司     |           |
| 野田第3次改造         | 防災担当                           | 下地幹郎     |           |
| 野田第3次改造         | 原子力損害賠償支援機構担当         | 枝野幸男     |           |
| 野田第3次改造         | 原子力防災担当                     | 長浜博行     |           |
| 第2次安倍             | 沖縄及び北方対策担当               | 山本一太     |           |
| 第2次安倍             | 科学技術政策担当                   | 山本一太     |           |
| 第2次安倍             | 宇宙政策担当                       | 山本一太     |           |
| 第2次安倍             | 金融担当                           | 麻生太郎     |           |
| 第2次安倍             | 消費者及び食品安全担当             | 森まさこ     |           |
| 第2次安倍             | 少子化対策担当                     | 森まさこ     |           |
| 第2次安倍             | 男女共同参画担当                   | 森まさこ     |           |
| 第2次安倍             | 経済財政政策担当                   | 甘利明       |           |
| 第2次安倍             | 規制改革担当                       | 稲田朋美     |           |
| 第2次安倍             | 地方分権改革担当                   | 新藤義孝     |           |
| 第2次安倍             | 国家戦略特別区域担当               | 新藤義孝     | ※増       |
| 第2次安倍             | 原子力損害賠償支援機構担当         | 茂木敏充     | ※解       |
| 第2次安倍             | 原子力損害賠償・廃炉等支援機構担当 | 茂木敏充     | ※増       |
| 第2次安倍             | 防災担当                           | 古屋圭司     |           |
| 第2次安倍             | 原子力防災担当                     | 石原伸晃     |           |
| 第2次安倍改造         | 沖縄及び北方対策担当               | 山口俊一     |           |
| 第2次安倍改造         | 科学技術政策担当                   | 山口俊一     |           |
| 第2次安倍改造         | 宇宙政策担当                       | 山口俊一     |           |
| 第2次安倍改造         | 金融担当                           | 麻生太郎     |           |
| 第2次安倍改造         | 消費者及び食品安全担当             | 有村治子     |           |
| 第2次安倍改造         | 規制改革担当                       | 有村治子     |           |
| 第2次安倍改造         | 少子化対策担当                     | 有村治子     |           |
| 第2次安倍改造         | 男女共同参画担当                   | 有村治子     |           |
| 第2次安倍改造         | 経済財政政策担当                   | 甘利明       |           |
| 第2次安倍改造         | 国家戦略特別区域担当               | 石破茂       |           |
| 第2次安倍改造         | 原子力損害賠償・廃炉等支援機構担当 | 小渕優子     | 辞任      |
| 第2次安倍改造         | 原子力損害賠償・廃炉等支援機構担当 | 宮澤洋一     | 後任      |
| 第2次安倍改造         | 防災担当                           | 山谷えり子   |           |
| 第2次安倍改造         | 原子力防災担当                     | 望月義夫     |           |
| 第3次安倍             | 沖縄及び北方対策担当               | 山口俊一     |           |
| 第3次安倍             | 科学技術政策                       | 山口俊一     |           |
| 第3次安倍             | 消費者及び食品安全担当             | 山口俊一     |           |
| 第3次安倍             | 宇宙政策担当                       | 山口俊一     |           |
| 第3次安倍             | 金融担当                           | 麻生太郎     |           |
| 第3次安倍             | 少子化対策担当                     | 有村治子     |           |
| 第3次安倍             | 男女共同参画担当                   | 有村治子     |           |
| 第3次安倍             | 規制改革担当                       | 有村治子     |           |
| 第3次安倍             | 経済財政政策担当                   | 甘利明       |           |
| 第3次安倍             | 防災担当                           | 山谷えり子   |           |
| 第3次安倍             | 原子力損害賠償・廃炉等支援機構担当 | 宮澤洋一     |           |
| 第3次安倍             | 原子力防災担当                     | 望月義夫     |           |
| 第3次安倍             | 国家戦略特別区域担当               | 石破茂       |           |
| 第3次安倍第1次改造    | 沖縄及び北方対策担当               | 島尻安伊子   |           |
| 第3次安倍第1次改造    | 科学技術政策担当                   | 島尻安伊子   |           |
| 第3次安倍第1次改造    | 宇宙政策担当                       | 島尻安伊子   |           |
| 第3次安倍第1次改造    | 消費者及び食品安全担当             | 河野太郎     |           |
| 第3次安倍第1次改造    | 規制改革担当                       | 河野太郎     |           |
| 第3次安倍第1次改造    | 防災担当                           | 河野太郎     |           |
| 第3次安倍第1次改造    | 少子化対策担当                     | 加藤勝信     |           |
| 第3次安倍第1次改造    | 男女共同参画担当                   | 加藤勝信     |           |
| 第3次安倍第1次改造    | 金融担当                           | 麻生太郎     |           |
| 第3次安倍第1次改造    | 原子力損害賠償・廃炉等支援機構担当 | 林幹雄       |           |
| 第3次安倍第1次改造    | 原子力防災担当                     | 丸川珠代     |           |
| 第3次安倍第1次改造    | 経済財政政策担当                   | 甘利明       | 辞任      |
| 第3次安倍第1次改造    | 経済財政政策担当                   | 石原伸晃     | 後任      |
| 第3次安倍第1次改造    | 国家戦略特別区域担当               | 石破茂       |           |
| 第3次安倍第2次改造    | 沖縄及び北方対策担当               | 鶴保庸介     |           |
| 第3次安倍第2次改造    | 科学技術政策担当                   | 鶴保庸介     |           |
| 第3次安倍第2次改造    | 宇宙政策担当                       | 鶴保庸介     |           |
| 第3次安倍第2次改造    | クールジャパン戦略担当             | 鶴保庸介     |           |
| 第3次安倍第2次改造    | 知的財産戦略担当                   | 鶴保庸介     | ※増       |
| 第3次安倍第2次改造    | 消費者及び食品安全担当             | 松本純       |           |
| 第3次安倍第2次改造    | 防災担当                           | 松本純       |           |
| 第3次安倍第2次改造    | 少子化対策担当                     | 加藤勝信     |           |
| 第3次安倍第2次改造    | 男女共同参画担当                   | 加藤勝信     |           |
| 第3次安倍第2次改造    | 金融担当                           | 麻生太郎     |           |
| 第3次安倍第2次改造    | 原子力損害賠償・廃炉等支援機構担当 | 世耕弘成     |           |
| 第3次安倍第2次改造    | マイナンバー制度担当               | 高市早苗     |           |
| 第3次安倍第2次改造    | 原子力防災担当                     | 山本公一     |           |
| 第3次安倍第2次改造    | 経済財政政策担当                   | 石原伸晃     |           |
| 第3次安倍第2次改造    | 地方創生担当                       | 山本幸三     |           |
| 第3次安倍第2次改造    | 規制改革担当                       | 山本幸三     |           |
| 第3次安倍第3次改造    | 沖縄及び北方対策担当               | 江崎鉄磨     |           |
| 第3次安倍第3次改造    | 消費者及び食品安全担当             | 江崎鉄磨     |           |
| 第3次安倍第3次改造    | 海洋政策担当                       | 江崎鉄磨     |           |
| 第3次安倍第3次改造    | 防災担当                           | 小此木八郎   |           |
| 第3次安倍第3次改造    | 少子化対策担当                     | 松山政司     |           |
| 第3次安倍第3次改造    | 男女共同参画担当                   | 松山政司     |           |
| 第3次安倍第3次改造    | クールジャパン戦略担当             | 松山政司     |           |
| 第3次安倍第3次改造    | 知的財産戦略担当                   | 松山政司     |           |
| 第3次安倍第3次改造    | 科学技術政策担当                   | 松山政司     |           |
| 第3次安倍第3次改造    | 宇宙政策担当                       | 松山政司     |           |
| 第3次安倍第3次改造    | 金融担当                           | 麻生太郎     |           |
| 第3次安倍第3次改造    | 原子力損害賠償・廃炉等支援機構担当 | 世耕弘成     |           |
| 第3次安倍第3次改造    | マイナンバー制度担当               | 野田聖子     |           |
| 第3次安倍第3次改造    | 原子力防災担当                     | 中川雅治     |           |
| 第3次安倍第3次改造    | 拉致問題担当                       | 加藤勝信     |           |
| 第3次安倍第3次改造    | 経済財政政策担当                   | 茂木敏充     |           |
| 第3次安倍第3次改造    | 地方創生担当                       | 梶山弘志     |           |
| 第3次安倍第3次改造    | 規制改革担当                       | 梶山弘志     |           |
| 第4次安倍             | 沖縄及び北方対策担当               | 江崎鉄磨     |           |
| 第4次安倍             | 消費者及び食品安全担当             | 江崎鉄磨     |           |
| 第4次安倍             | 海洋政策担当                       | 江崎鉄磨     |           |
| 第4次安倍             | 防災担当                           | 小此木八郎   |           |
| 第4次安倍             | 少子化対策担当                     | 松山政司     |           |
| 第4次安倍             | クールジャパン戦略担当             | 松山政司     |           |
| 第4次安倍             | 知的財産戦略担当                   | 松山政司     |           |
| 第4次安倍             | 科学技術政策担当                   | 松山政司     |           |
| 第4次安倍             | 宇宙政策担当                       | 松山政司     |           |
| 第4次安倍             | 金融担当                           | 麻生太郎     |           |
| 第4次安倍             | 原子力損害賠償・廃炉等支援機構担当 | 世耕弘成     |           |
| 第4次安倍             | 男女共同参画担当                   | 野田聖子     |           |
| 第4次安倍             | マイナンバー制度担当               | 野田聖子     |           |
| 第4次安倍             | 原子力防災担当                     | 中川雅治     |           |
| 第4次安倍             | 拉致問題担当                       | 加藤勝信     |           |
| 第4次安倍             | 経済財政政策担当                   | 茂木敏充     |           |
| 第4次安倍             | 地方創生担当                       | 梶山弘志     |           |
| 第4次安倍             | 規制改革担当                       | 梶山弘志     |           |
| 第4次安倍第1次改造    | 沖縄及び北方対策担当               | 宮腰光寛     |           |
| 第4次安倍第1次改造    | 消費者及び食品安全担当             | 宮腰光寛     |           |
| 第4次安倍第1次改造    | 少子化対策担当                     | 宮腰光寛     |           |
| 第4次安倍第1次改造    | 海洋政策担当                       | 宮腰光寛     |           |
| 第4次安倍第1次改造    | 金融担当                           | 麻生太郎     |           |
| 第4次安倍第1次改造    | 地方創生担当                       | 片山さつき   |           |
| 第4次安倍第1次改造    | 規制改革担当                       | 片山さつき   |           |
| 第4次安倍第1次改造    | 男女共同参画担当                   | 片山さつき   |           |
| 第4次安倍第1次改造    | 経済財政政策担当                   | 茂木敏充     |           |
| 第4次安倍第1次改造    | クールジャパン戦略担当             | 平井卓也     |           |
| 第4次安倍第1次改造    | 知的財産戦略担当                   | 平井卓也     |           |
| 第4次安倍第1次改造    | 科学技術政策担当                   | 平井卓也     |           |
| 第4次安倍第1次改造    | 宇宙政策担当                       | 平井卓也     |           |
| 第4次安倍第1次改造    | 防災担当                           | 山本順三     |           |
| 第4次安倍第1次改造    | マイナンバー制度担当               | 石田真敏     |           |
| 第4次安倍第1次改造    | 原子力損害賠償・廃炉等支援機構担当 | 世耕弘成     |           |
| 第4次安倍第1次改造    | 原子力防災担当                     | 原田義昭     |           |
| 第4次安倍第2次改造    | 沖縄及び北方対策担当               | 衛藤晟一     |           |
| 第4次安倍第2次改造    | 消費者及び食品安全担当             | 衛藤晟一     |           |
| 第4次安倍第2次改造    | 少子化対策担当                     | 衛藤晟一     |           |
| 第4次安倍第2次改造    | 海洋政策担当                       | 衛藤晟一     |           |
| 第4次安倍第2次改造    | 金融担当                           | 麻生太郎     |           |
| 第4次安倍第2次改造    | 男女共同参画担当                   | 橋本聖子     |           |
| 第4次安倍第2次改造    | 経済財政政策担当                   | 西村康稔     |           |
| 第4次安倍第2次改造    | クールジャパン戦略担当             | 竹本直一     |           |
| 第4次安倍第2次改造    | 知的財産戦略担当                   | 竹本直一     |           |
| 第4次安倍第2次改造    | 科学技術政策担当                   | 竹本直一     |           |
| 第4次安倍第2次改造    | 宇宙政策担当                       | 竹本直一     |           |
| 第4次安倍第2次改造    | 防災担当                           | 武田良太     |           |
| 第4次安倍第2次改造    | マイナンバー制度担当               | 高市早苗     |           |
| 第4次安倍第2次改造    | 地方創生担当                       | 北村誠吾     |           |
| 第4次安倍第2次改造    | 規制改革担当                       | 北村誠吾     |           |
| 第4次安倍第2次改造    | 原子力損害賠償・廃炉等支援機構担当 | 菅原一秀     | 辞任      |
| 第4次安倍第2次改造    | 原子力損害賠償・廃炉等支援機構担当 | 梶山弘志     | 後任      |
| 第4次安倍第2次改造    | 原子力防災担当                     | 小泉進次郎   |           |
| 菅義偉                | 沖縄及び北方対策担当               | 河野太郎     |           |
| 菅義偉                | 規制改革担当                       | 河野太郎     |           |
| 菅義偉                | 金融担当                           | 麻生太郎     |           |
| 菅義偉                | 消費者及び食品安全担当             | 井上信治     |           |
| 菅義偉                | クールジャパン戦略担当             | 井上信治     |           |
| 菅義偉                | 知的財産戦略担当                   | 井上信治     |           |
| 菅義偉                | 科学技術政策担当                   | 井上信治     |           |
| 菅義偉                | 宇宙政策担当                       | 井上信治     |           |
| 菅義偉                | 男女共同参画担当                   | 橋本聖子     | 辞任      |
| 菅義偉                | 男女共同参画担当                   | 丸川珠代     | 後任      |
| 菅義偉                | 少子化対策担当                     | 坂本哲志     |           |
| 菅義偉                | 地方創生担当                       | 坂本哲志     |           |
| 菅義偉                | 経済財政政策担当                   | 西村康稔     |           |
| 菅義偉                | 防災担当                           | 小此木八郎   | 辞任      |
| 菅義偉                | 海洋政策担当                       | 小此木八郎   | 辞任      |
| 菅義偉                | （直近上記2つの担当）              | 棚橋泰文     | 後任      |
| 菅義偉                | マイナンバー制度担当               | 平井卓也     | ※解       |
| 菅義偉                | 個人情報保護委員会担当             | 平井卓也     | ※増       |
| 菅義偉                | 原子力損害賠償・廃炉等支援機構担当 | 梶山弘志     |           |
| 菅義偉                | 原子力防災担当                     | 小泉進次郎   |           |
| 第1次岸田             | 沖縄及び北方対策担当               | 西銘恒三郎   |           |
| 第1次岸田             | 規制改革担当                       | 牧島かれん   |           |
| 第1次岸田             | 金融担当                           | 鈴木俊一     |           |
| 第1次岸田             | 消費者及び食品安全担当             | 若宮健嗣     |           |
| 第1次岸田             | クールジャパン戦略担当             | 若宮健嗣     |           |
| 第1次岸田             | 知的財産戦略担当                   | 若宮健嗣     |           |
| 第1次岸田             | 科学技術政策担当                   | 小林鷹之     |           |
| 第1次岸田             | 宇宙政策担当                       | 小林鷹之     |           |
| 第1次岸田             | 男女共同参画担当                   | 野田聖子     |           |
| 第1次岸田             | 少子化対策担当                     | 野田聖子     |           |
| 第1次岸田             | 地方創生担当                       | 野田聖子     |           |
| 第1次岸田             | 経済財政政策担当                   | 山際大志郎   |           |
| 第1次岸田             | 防災担当                           | 二之湯智     |           |
| 第1次岸田             | 海洋政策担当                       | 二之湯智     |           |
| 第1次岸田             | 原子力損害賠償・廃炉等支援機構担当 | 萩生田光一   |           |
| 第1次岸田             | 原子力防災担当                     | 山口壮       |           |
| 第2次岸田             | 沖縄及び北方対策担当               | 西銘恒三郎   |           |
| 第2次岸田             | 規制改革担当                       | 牧島かれん   |           |
| 第2次岸田             | 金融担当                           | 鈴木俊一     |           |
| 第2次岸田             | 消費者及び食品安全担当             | 若宮健嗣     |           |
| 第2次岸田             | クールジャパン戦略担当             | 若宮健嗣     |           |
| 第2次岸田             | 知的財産戦略担当                   | 若宮健嗣     |           |
| 第2次岸田             | 科学技術政策担当                   | 小林鷹之     |           |
| 第2次岸田             | 宇宙政策担当                       | 小林鷹之     |           |
| 第2次岸田             | 経済安全保障担当                   | 小林鷹之     | ※増       |
| 第2次岸田             | 男女共同参画担当                   | 野田聖子     |           |
| 第2次岸田             | 少子化対策担当                     | 野田聖子     |           |
| 第2次岸田             | 地方創生担当                       | 野田聖子     |           |
| 第2次岸田             | 経済財政政策担当                   | 山際大志郎   |           |
| 第2次岸田             | 防災担当                           | 二之湯智     |           |
| 第2次岸田             | 海洋政策担当                       | 二之湯智     |           |
| 第2次岸田             | 原子力損害賠償・廃炉等支援機構担当 | 萩生田光一   |           |
| 第2次岸田             | 原子力防災担当                     | 山口壮       |           |
| 第2次岸田第1次改造    | 沖縄及び北方対策担当               | 岡田直樹     |           |
| 第2次岸田第1次改造    | 地方創生担当                       | 岡田直樹     |           |
| 第2次岸田第1次改造    | 規制改革担当                       | 岡田直樹     |           |
| 第2次岸田第1次改造    | クールジャパン戦略担当             | 岡田直樹     |           |
| 第2次岸田第1次改造    | アイヌ施策担当                     | 岡田直樹     |           |
| 第2次岸田第1次改造    | 金融担当                           | 鈴木俊一     |           |
| 第2次岸田第1次改造    | デジタル改革担当                   | 河野太郎     |           |
| 第2次岸田第1次改造    | 消費者及び食品安全担当             | 河野太郎     |           |
| 第2次岸田第1次改造    | 知的財産戦略担当                   | 高市早苗     |           |
| 第2次岸田第1次改造    | 科学技術政策担当                   | 高市早苗     |           |
| 第2次岸田第1次改造    | 宇宙政策担当                       | 高市早苗     |           |
| 第2次岸田第1次改造    | 経済安全保障担当                   | 高市早苗     |           |
| 第2次岸田第1次改造    | 男女共同参画担当                   | 小倉將信     |           |
| 第2次岸田第1次改造    | 少子化対策担当                     | 小倉將信     | ※解       |
| 第2次岸田第1次改造    | こども政策少子化対策若者活躍担当   | 小倉將信     | ※増       |
| 第2次岸田第1次改造    | 経済財政政策担当                   | 山際大志郎   | 辞任      |
| 第2次岸田第1次改造    | 経済財政政策担当                   | 後藤茂之     | 後任      |
| 第2次岸田第1次改造    | 防災担当                           | 谷公一       |           |
| 第2次岸田第1次改造    | 海洋政策担当                       | 谷公一       |           |
| 第2次岸田第1次改造    | 原子力損害賠償・廃炉等支援機構担当 | 西村康稔     |           |
| 第2次岸田第1次改造    | 原子力防災担当                     | 西村明宏     |           |
| 第2次岸田第2次改造    | 沖縄及び北方対策担当               | 自見英子     |           |
| 第2次岸田第2次改造    | 地方創生担当                       | 自見英子     |           |
| 第2次岸田第2次改造    | アイヌ施策担当                     | 自見英子     |           |
| 第2次岸田第2次改造    | 消費者及び食品安全担当             | 自見英子     |           |
| 第2次岸田第2次改造    | 金融担当                           | 鈴木俊一     |           |
| 第2次岸田第2次改造    | 規制改革担当                       | 河野太郎     |           |
| 第2次岸田第2次改造    | 知的財産戦略担当                   | 高市早苗     |           |
| 第2次岸田第2次改造    | 科学技術政策担当                   | 高市早苗     |           |
| 第2次岸田第2次改造    | 宇宙政策担当                       | 高市早苗     |           |
| 第2次岸田第2次改造    | 経済安全保障担当                   | 高市早苗     |           |
| 第2次岸田第2次改造    | クールジャパン戦略担当             | 高市早苗     |           |
| 第2次岸田第2次改造    | 男女共同参画担当                   | 加藤鮎子     |           |
| 第2次岸田第2次改造    | こども政策少子化対策若者活躍担当   | 加藤鮎子     |           |
| 第2次岸田第2次改造    | 孤独・孤立対策担当                 | 加藤鮎子     | ※増       |
| 第2次岸田第2次改造    | 経済財政政策担当                   | 新藤義孝     |           |
| 第2次岸田第2次改造    | 防災担当                           | 松村祥史     |           |
| 第2次岸田第2次改造    | 海洋政策担当                       | 松村祥史     |           |
| 第2次岸田第2次改造    | 原子力損害賠償・廃炉等支援機構担当 | 西村康稔     | 辞任      |
| 第2次岸田第2次改造    | 原子力損害賠償・廃炉等支援機構担当 | 齋藤健       | 後任      |
| 第2次岸田第2次改造    | 原子力防災担当                     | 伊藤信太郎   |           |
| 第1次石破             | 沖縄及び北方対策担当               | 伊東良孝     |           |
| 第1次石破             | 地方創生担当                       | 伊東良孝     |           |
| 第1次石破             | アイヌ施策担当                     | 伊東良孝     |           |
| 第1次石破             | 消費者及び食品安全担当             | 伊東良孝     |           |
| 第1次石破             | 金融担当                           | 加藤勝信     |           |
| 第1次石破             | 規制改革担当                       | 平将明       |           |
| 第1次石破             | 知的財産戦略担当                   | 城内実       |           |
| 第1次石破             | 科学技術政策担当                   | 城内実       |           |
| 第1次石破             | 宇宙政策担当                       | 城内実       |           |
| 第1次石破             | 経済安全保障担当                   | 城内実       |           |
| 第1次石破             | クールジャパン戦略担当             | 城内実       |           |
| 第1次石破             | 男女共同参画担当                   | 三原じゅん子 |           |
| 第1次石破             | こども政策少子化対策若者活躍担当   | 三原じゅん子 |           |
| 第1次石破             | 共生・共助担当                     | 三原じゅん子 |           |
| 第1次石破             | 経済財政政策担当                   | 赤沢亮正     |           |
| 第1次石破             | 防災担当                           | 坂井学       |           |
| 第1次石破             | 海洋政策担当                       | 坂井学       |           |
| 第1次石破             | 原子力損害賠償・廃炉等支援機構担当 | 武藤容治     |           |
| 第1次石破             | 原子力防災担当                     | 浅尾慶一郎   |           |
| 第2次石破             | 沖縄及び北方対策担当               | 伊東良孝     |           |
| 第2次石破             | 地方創生担当                       | 伊東良孝     |           |
| 第2次石破             | アイヌ施策担当                     | 伊東良孝     |           |
| 第2次石破             | 消費者及び食品安全担当             | 伊東良孝     |           |
| 第2次石破             | 金融担当                           | 加藤勝信     |           |
| 第2次石破             | 規制改革担当                       | 平将明       |           |
| 第2次石破             | 知的財産戦略担当                   | 城内実       |           |
| 第2次石破             | 科学技術政策担当                   | 城内実       |           |
| 第2次石破             | 宇宙政策担当                       | 城内実       |           |
| 第2次石破             | 経済安全保障担当                   | 城内実       |           |
| 第2次石破             | クールジャパン戦略担当             | 城内実       |           |
| 第2次石破             | 男女共同参画担当                   | 三原じゅん子 |           |
| 第2次石破             | こども政策少子化対策若者活躍担当   | 三原じゅん子 |           |
| 第2次石破             | 共生・共助担当                     | 三原じゅん子 |           |
| 第2次石破             | 経済財政政策担当                   | 赤沢亮正     |           |
| 第2次石破             | 防災担当                           | 坂井学       |           |
| 第2次石破             | 海洋政策担当                       | 坂井学       |           |
| 第2次石破             | 原子力損害賠償・廃炉等支援機構担当 | 武藤容治     |           |
| 第2次石破             | 原子力防災担当                     | 浅尾慶一郎   |           |

注釈
1. ↑  担務は「地方創生推進、中心市街地活性化、都市再生、地域再生、構造改革特別区域、道州制特別区域、総合特別区域、国家戦略特別区域、国家戦略特別区域諮問会議、地方分権改革推進」となっている。
2. ↑  構造改革特区の担当大臣については、1)2002年9月30日の「国務大臣への特命事項の担当」辞令、2)2003年4月1日の「特命担当大臣」の発令、3)2003年9月22日以降の「国務大臣への特命事項の担当」辞令、という変遷を辿っており、元々1)において内閣府に限定されない広い職務範囲の辞令が出されていたものを続く2)で内閣府の特命担当大臣発令へ（おそらく誤って）限定してしまったため再度3)から元に戻したものと考えられる。このため、内閣府の特命担当大臣に限定して掲載する上表においては第1次小泉第1次改造内閣の鴻池大臣だけが記載される変則的な形となっている。
3. ↑  第1次小泉第1次改造内閣の鴻池特命担当大臣は、在任途中の2003年6月10日、内閣に設置された青少年育成推進本部の副本部長を命ぜられ同年9月22日の同内閣第2次改造に伴う退任までの3か月余その任に当たった。この職は、後任の小野特命担当大臣からは正式に「内閣府特命担当大臣（青少年育成及び少子化対策担当）」として発令され官報掲載もなされたが、事実上の初代担当大臣である鴻池大臣については「青少年育成担当大臣」などの正式な辞令が官報掲載されなかったため、この脚注への記載に留め、上表には記載しない。
4. ↑  安倍晋三内閣官房長官（予定者）が閣僚名簿を発表した際に、「少子化・男女共同参画担当大臣には、併せて、交通安全・犯罪被害者対策・消費者政策・個人情報保護・食育等、国民の暮らしや生活に直結する重要な課題を、総合的に推進していただきます。」との説明があった（この部分は口頭指示であり、官報への正式な辞令掲載はなされていない。）。
5. ↑  官邸での就任記者会見において、本人から「加えて総理からは、青少年健全育成、食育推進、障害者施策、犯罪被害者等施策、個人情報保護、市民活動促進、消費者政策、高齢者政策、交通安全などの施策の推進に当たるよう指示がありました。」との説明があった。